# 甯嘉勗
甯嘉勗（7世纪—700年代），唐中宗時永和縣縣丞。因同情太子李重俊，被宗楚客貶死。唐睿宗追贈甯嘉勗為永和縣縣令。

## 簡介
神龍三年（707年），太子李重俊不堪韋皇后、武三思等壓迫，與成王李千里等人發動兵變，殺武三思、武崇訓父子，是為重俊之變。不久士兵倒戈，李重俊被斬殺、馘首。
李重俊被殺後，沒人敢靠近，甯嘉勗脫下衣服，包著李重俊的首級痛哭，當時的人都覺得甯嘉勗是義士。同平章事宗楚客非常生氣，將甯嘉勗監禁，又貶為平輿縣縣丞，甯嘉勗不久就去世。
唐隆政變後，睿宗重祚，發詔：「甯嘉勗能重視名節，他的事蹟高於欒布、向朗，雖然已經歸往幽途，卻令人覺得生氣凜然。他的善巧之言、忠義之心，應予以追封，以留存褒賞榮寵，可追贈為永和縣縣令。」